# دانشگاه ایالتی داکوتای شمالی

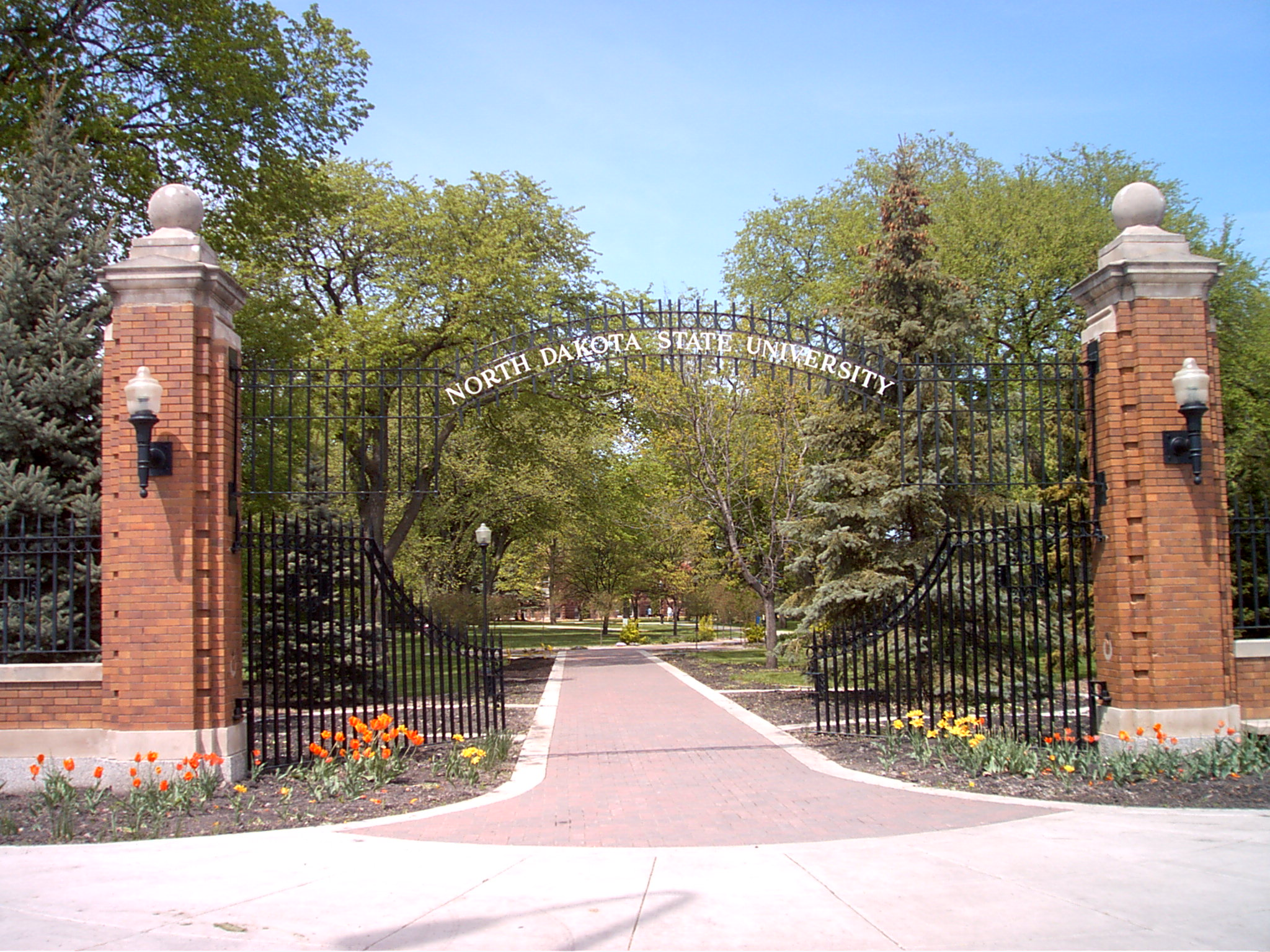
دروازه ورودی دانشگاه

دانشگاه ایالتی داکوتای شمالی (به انگلیسی: North Dakota State University) یکی از دانشگاه‌های ایالات متحده آمریکا بوده و در ایالت داکوتای شمالی واقع است. 

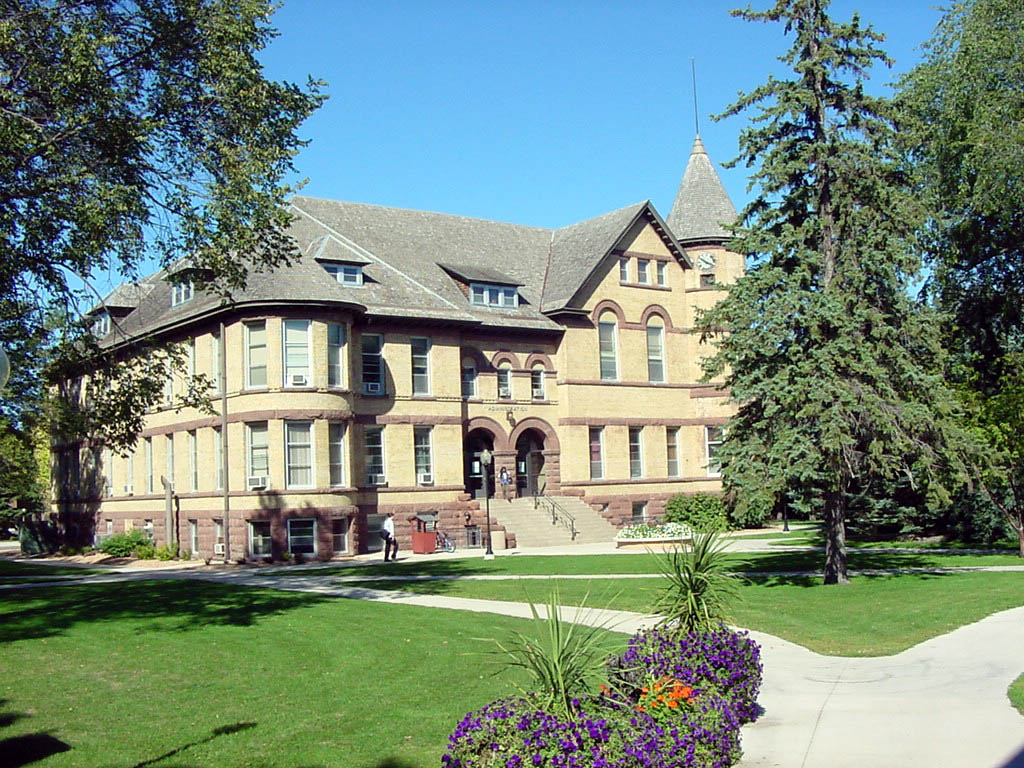
نمایی از ساختمان قدیمی اصلی دانشگاه